# گمینا کونستانتنوو
گمینا کونستانتنوو (به لهستانی:  Gmina Konstantynów) یک گمینا در لهستان است که در شهرستان بیاوا پودلاسکا واقع شده‌است. گمینا کونستانتنوو ۸۷٫۰۶ کیلومتر مربع مساحت و ۴٬۱۳۸ نفر جمعیت دارد.